# Australotachina calliphoroides
Australotachina calliphoroides är en tvåvingeart som beskrevs av Charles Howard Curran 1938. Australotachina calliphoroides ingår i släktet Australotachina och familjen parasitflugor. Inga underarter finns listade i Catalogue of Life.